# Мејплтаун (Пенсилванија)
Мејплтаун (енгл. Mapleton) град је у америчкој савезној држави Пенсилванија.

## Демографија
По попису из 2010. године број становника је 441, што је 32 (-6,8%) становника мање него 2000. године.
| Група             | 2000.       | 2010.       |
| Белци             | 462 (97,7%) | 426 (96,6%) |
| Афроамериканци    | 2 (0,4%)    | 2 (0,5%)    |
| Азијати           | 0 (0,0%)    | 0 (0,0%)    |
| Хиспаноамериканци | 1 (0,2%)    | 6 (1,4%)    |
| Укупно            | 473         | 441         |